# Copa de Hungría de waterpolo masculino
La Copa de Hungría de waterpolo masculino es la segunda más importante de waterpolo entre clubes húngaros.

## Historial
Estos son los ganadores de copa:
- 2006: Budapest Honvéd FC
- 2005: Vasas Budapest
- 2004: Vasas Budapest
- 2003: Budapest Vasutas Sport Club
- 2002: Vasas Budapest
- 2001: Vasas Budapest
- 2000: Budapest Vasutas Sport Club
- 1999: Budapest Honvéd FC
- 1998: Vasas Budapest
- 1997: Ferencváros T.C.
- 1996: Vasas Budapest
- 1995: Budapest Vasutas Sport Club
- 1994: Vasas Budapest
- 1993: Újpest TE
- 1992: Vasas Budapest
- 1991: Újpest TE
- 1990: Ferencváros T.C.
- 1989: Ferencváros T.C.
- 1988: Budapesti Spartacus SC
- 1987: Budapest Vasutas Sport Club
- 1985: Szolnoki Dózsa SC
- 1984: Vasas Budapest
- 1983: Vasas Budapest
- 1982: Budapesti Vasutas SC
- 1981: Vasas Budapest
- 1980: Szentesi Vízmu SK
- 1979: Budapest Honvéd FC
- 1978: Ferencváros T.C.
- 1977: Ferencváros T.C.
- 1976: Ferencváros T.C.
- 1975: Újpest TE
- 1974: Orvosegyetem SC
- 1973: Ferencváros T.C.
- 1972: Egri Dózsa SC
- 1971: Vasas Budapest
- 1970: Orvosegyetem SC
- 1969: Ferencváros T.C.
- 1968: Szolnoki Dózsa SC
- 1967: Ferencváros T.C.
- 1966: Szolnoki Dózsa SC
- 1965: Ferencváros T.C.
- 1964: Ferencváros T.C.
- 1963: Újpest TE
- 1962: Ferencváros T.C.
- 1961: Vasas Budapest
- 1960: Újpest TE
- 1959: Budapest Honvéd FC
- 1958: Budapest Honvéd FC
- 1957: Ferencváros T.C.
- 1955: Újpest TE
- 1954: Budapest Honvéd FC
- 1953: Budapest Honvéd FC
- 1952: Újpest TE
- 1951: Újpest TE
- 1949: Ferencváros T.C.
- 1948: Újpest TE
- 1947: Vasas Budapest
- 1946: Magyar Testgyakorlók
- 1944: Újpest TE
- 1943: Magyar Atlétikai Club
- 1942: Budapest SE
- 1941: Budapest SE
- 1940: Magyar Atlétikai Club
- 1939: Újpest TE
- 1938: Újpest TE
- 1937: Magyar Testgyakorlók
- 1936: Újpest TE
- 1935: Újpest TE
- 1934: Újpest TE
- 1933: Újpest TE
- 1932: Újpest TE
- 1931: Újpest TE
- 1930: Kerületi Torna
- 1929: Újpest TE
- 1928: Magyar Testgyakorlók
- 1927: Kerületi Torna
- 1926: Ferencváros T.C.
- 1925: Kerületi Torna
- 1924: Ferencváros T.C.
- 1923: Ferencváros T.C.